# Kobylica (leśniczówka)
Kobylica (niem. Koblitzbach, wcześniej Woblitzbach, 690 m n.p.m.) – dawna leśniczówka w południowo-zachodniej Polsce w Górach Bialskich w Sudetach Wschodnich.
Zabudowania leśniczówki położone były u wschodniego podnóża wzniesienia Chłopska Kopa, przy ujściu potoku Przednik do Kobylicy, w pobliżu czerwonego szlaku turystycznego Nowy Gierałtów – Przełęcz Sucha.
Dawniej w dolinie Kobylicy znajdowało się więcej zabudowań, tworzących przysiółek o tej samej nazwie.
W II połowie XIX wieku (od 22 maja 1874) Kobylica stanowiła przejściowo siedzibę obwodu (Amtsbezirk) wydzielonego z obszaru dworskiego Seitenberg Forst (Stronie Śląskie Las). Następnie stanowiła kolonię Starego Gierałtowa i liczyła 15 mieszkańców. 